# Llista de panteons i tombes de sobirans a Portugal
Aquesta llista de llocs d'enterrament de sobirans indica on es troben les tombes de monarques, titulars i consorts, de territoris sobirans i que es troben en llocs de Portugal. S'hi inclouen reis i comtes sobirans de territoris independents durant el temps de regnat d'aquestes persones, com també els seus consorts.
| Jurisdicció        | Municipi | Lloc                                                     | Monarca | Títols                                                                                         | Notes | Sepulcre | Imatge exterior                                |
| ------------------ | -------- | -------------------------------------------------------- | --- | ---------------------------------------------------------------------------------------------- | --- | --- | ---------------------------------------------- |
| Alentejo           |          |                                                          | |                                                                                                | | |                                                |
|                    | Santarém | Nossa Senhora da Graça                                   | Constança Manuel | Reina consort (1325-1327), esposa d'Alfons XI de Castella i de Lleó                            | | |                                                |
|                    |          | São João de Alporão                                      | Alfons de Portugal | Gran Mestre de l'Orde de Sant Joan de l'Hospital (1203-1206)                                   | | | São João de Alporão                            |
| Regió del Centre   |          |                                                          | |                                                                                                | | |                                                |
| Baixo Mondego      | Coïmbra  | Convento de Santa Cruz                                   | Alfons I de Portugal i la seva esposa Mafalda de Savoia | Rei de Portugal (1139-1185)                                                                    | | Alfons I de Portugal i la seva esposa Mafalda de Savoia | Convento de Santa Cruz                         |
|                    |          |                                                          | Sanç I de Portugal i la seva esposa Dolça de Barcelona | Rei de Portugal (1185-1211)                                                                    | | Sanç I de Portugal i la seva esposa Dolça de Barcelona | Rei de Portugal (1185-1211)                    |
|                    |          | Monestir de Santa Clara-a-Nova                           | Elisabet de Portugal | Reina consort, esposa de Dionís I de Portugal (1279-1325)                                      | | Elisabet de Portugal | Monestir de Santa Clara-a-Nova                 |
|                    | Penacova | Monestir de Lorvão                                       | Teresa de Portugal i de Barcelona | Reina consort, esposa del rei Alfons IX de Lleó (1191-1194)                                    | | Teresa de Portugal i de Barcelona | Monestir de Lorvão                             |
|                    |          |                                                          | Dolça I de Lleó | Reina de iure de Lleó (1230)                                                                   | | |                                                |
| Dão-Lafões         | Viseu    | São Miguel do Fetal                                      | Roderic | Rei visigot (710-711)                                                                          | Hi ha una làpida amb una inscripció, procedent d'una església anterior; segons la tradició, el rei es refugià en la zona i hi morí | | São Miguel do Fetal                            |
| Oeste              | Alcobaça | Mosteiro de Santa Maria d'Alcobaça                       | Alfons II de Portugal el Gras i la seva esposa Urraca de Castella i d'Anglaterra | Rei de Portugal (1211-1223)                                                                    | | Alfons II de Portugal el Gras i la seva esposa Urraca de Castella i d'Anglaterra | Rei de Portugal (1211-1223)                    |
|                    |          |                                                          | Alfons III de Portugal i la seva segona esposa Beatriu de Castella i de Guzmán | Rei de Portugal (1248-1279)                                                                    | | Alfons III de Portugal i la seva segona esposa Beatriu de Castella i de Guzmán | Rei de Portugal (1248-1279)                    |
|                    |          |                                                          | Pere I de Portugal i la seva esposa Agnès de Castro | Rei de Portugal (1357-1367)                                                                    | | Pere I de Portugal i la seva esposa Agnès de Castro | Rei de Portugal (1357-1367)                    |
| Pinhal Litoral     | Batalha  | Monestir de Nossa Senhora da Vitória. Capela do Fundador | Joan I de Portugal "el Gran" i la seva esposa Felipa de Lancaster | Rei de Portugal (1385-1433)                                                                    | | Joan I de Portugal "el Gran" i la seva esposa Felipa de Lancaster | Rei de Portugal (1385-1433)                    |
|                    |          | Mosteiro de Nossa Senhora da Vitória. Capela do Fundador | Alfons V de Portugal l'Africà i la seva esposa Isabel de Coïmbra Joan II de Portugal | Rei de Portugal (1433-1438) Rei de Portugal (1481-1495)                                        | | | Rei de Portugal (1433-1438)                    |
|                    |          | Mosteiro de Nossa Senhora da Vitória. Capela Imperfeita  | Eduard I de Portugal i la seva esposa Elionor d'Aragó i d'Alburquerque | Rei de Portugal (1433-1438)                                                                    | | Eduard I de Portugal i la seva esposa Elionor d'Aragó i d'Alburquerque | Rei de Portugal (1433-1438)                    |
| Regió de Lisboa    |          |                                                          | |                                                                                                | | |                                                |
| Subregió de Lisboa | Lisboa   | Basílica da Estrela                                      | Maria I de Portugal | Reina de Portugal (1777-1816)                                                                  | | | Basílica da Estrela                            |
|                    |          | Catedral                                                 | Alfons IV de Portugal el Valent i la seva esposa Beatriu de Castella i de Molina | Rei de Portugal (1325-1357)                                                                    | A la capella major, a banda i banda de l'altar, en urnes del s. XIX                                                                | Catedral | Catedral                                       |
|                    |          | Iglésia do Carmo                                         | Ferran I de Portugal | Rei de Portugal (1367-1383)                                                                    | Portat des del Convento de São Francisco de Santarém                                                                               | | Iglésia do Carmo                               |
|                    |          |                                                          | Maria Anna d'Àustria | Reina consort, esposa de Joan V de Portugal (1708-1750), regent de Portugal (1716 i 1742-1750) | Portat des del Mosteiro de S. João Nepomuceno                                                                                      | |                                                |
|                    |          | Monasterio dos Jerónimos. Santa Maria de Belém           | Manuel I de Portugal "l'Afortunat" i la seva esposa Maria d'Aragó i de Castella | Rei de Portugal (1495-1521)                                                                    | | Manuel I de Portugal "l'Afortunat" i la seva esposaMaria d'Aragó i de Castella | Monasterio dos Jerónimos. Santa Maria de Belém |
|                    |          |                                                          | Joan III de Portugal "el Pietós" i la seva esposa Caterina d'Habsburg | Rei de Portugal (1521-1557)                                                                    | | | Interior de l'església dos Jerónimos           |
|                    |          |                                                          | Sebastià I de Portugal | Rei de Portugal (1557-1578)                                                                    | | |                                                |
|                    |          |                                                          | Enric I de Portugal | Rei de Portugal (1578-1580)                                                                    | | |                                                |
|                    |          | São Vicente de Fora                                      | |                                                                                                | Panteó Reial de la Casa de Bragança                                                                                                | Panteó Reial de la Casa de Bragança | São Vicente de Fora                            |
|                    |          |                                                          | Joan IV de Portugal (1640-1656) i la seva esposa Lluïsa de Guzmán Alfons VI de Portugal (1656-1683) i la seva esposa Maria Francesca de Savoia-Nemours Pere II de Portugal (1683-1706) i la seva esposa Maria Sofia de Neuburg Joan V de Portugal (1706-1750) i la seva esposa Maria-Anna d'Àustria Pere III de Portugal (1777-1786) Joan VI de Portugal (1816-1826) i la seva esposa Carlota Joaquima d'Espanya Maria II de Portugal (1826-28 i 1834-53) i el seu marit August de Beauharnais Ferran II de Portugal Miquel I de Portugal (1828-1834) i la seva esposa Adelaida de Löwenstein-Wertheim-Rosenberg Pere V de Portugal (1853-1861) i la seva esposa Estefania de Hohenzollern-Sigmaringen Lluís I de Portugal (1861-1889) | Reis de Portugal                                                                               | | Joan IV de Portugal (1640-1656) i la seva esposa Lluïsa de GuzmánAlfons VI de Portugal (1656-1683) i la seva esposa Maria Francesca de Savoia-NemoursPere II de Portugal (1683-1706) i la seva esposa Maria Sofia de NeuburgJoan V de Portugal (1706-1750) i la seva esposa Maria-Anna d'ÀustriaPere III de Portugal (1777-1786)Joan VI de Portugal (1816-1826) i la seva esposa Carlota Joaquima d'EspanyaMaria II de Portugal (1826-28 i 1834-53) i el seu marit Auguste de BeauharnaisFerran II de PortugalMiquel I de Portugal (1828-1834) i la seva esposa Adelaida de Löwenstein-Wertheim-RosenbergPere V de Portugal (1853-1861) i la seva esposa Estefania de Hohenzollern-SigmaringenLluís I de Portugal (1861-1889) |                                                |
|                    |          |                                                          | Josep I de Portugal el Reformador, i la seva esposa Maria Anna Victòria de Borbó | Rei de Portugal (1750-1777)                                                                    | | Josep I de Portugal el Reformador, i la seva esposaMaria Anna Victòria de Borbó |                                                |
|                    |          |                                                          | Carles I de Portugal i la seva esposa Amèlia d'Orleans | Rei de Portugal (1889-1908)                                                                    | | Carles I de Portugal i la seva esposaAmèlia d'Orleans |                                                |
|                    |          |                                                          | Manuel II de Portugal | Rei de Portugal (1908-1910)                                                                    | | |                                                |
|                    | Odivelas | Mosteiro de S. Diniz                                     | Dionís I de Portugal | Rei de Portugal (1279-1325)                                                                    | | Dionís I de Portugal | Mosteiro de S. Diniz                           |
|                    | Xabregas | Convento da Madre de Deus                                | Elionor de Viseu | Reina consort, esposa de Joan II de Portugal                                                   | | |                                                |
| Madeira            |          |                                                          | |                                                                                                | | |                                                |
|                    | Funchal  | Nossa Senhora do Monte                                   | Carles I d'Àustria i IV d'Hongria | Emperador d'Àustria i rei d'Hongria (1916-1918)                                                | | Carles I d'Àustria i IV d'Hongria | Nossa Senhora do Monte                         |
| Regió del Nord     |          |                                                          | |                                                                                                | | |                                                |
|                    | Braga    | Catedral de Braga                                        | Enric de Borgonya i la seva esposa Teresa de Lleó i Núñez | Comte independent de Portugal (1094-1112)                                                      | A la Capela dos Reis | |                                                |
|                    | Porto    | Igreja da Lapa                                           | Cor de Pere I del Brasil i IV de Portugal | Emperador del Brasil (1822-1831) i rei de Portugal (1826)                                      | | Cor de Pere I del Brasil i IV de Portugal | Igreja da Lapa                                 |